# Jussi Aro
Jussi Taneli Aro (* 5. Juni 1928 in Lappo; † 11. März 1983 in Espoo) war ein finnischer Sprachwissenschaftler (Assyriologe).
Aro wurde in einer Familie von Kleinbauern geboren. Schon in seiner Kindheit fiel er durch Interesse an Fremdsprachen auf.
Jussi Aro war Professor für orientalische Sprachen an der Universität Helsinki seit 1965. Seine Untersuchungen betreffen die Bereiche Babylonien, semitische Sprachen und Literatur. Mit Armas Salonen hat er 1957 den Koran ins Finnische übersetzt. Im Jahre 1973 wurde er Ehrendoktor für Theologie.